# 페르시아의 국가

《왕의 행진(Salamati-ye Shah, 페르시아어: سلام شاه Salām-e Shāh, 발음기호 [sæˈlɒːme ʃɒːh])》은 카자르 왕조 시대의 이란 국가(國歌)로서, 프랑스 파리 음악원 출신인 알프레드장바티스트 르메르(프랑스어: Alfred Jean-Baptiste Lemaire, 1842년 ~ 1907년)가 작곡하였으며, 가사는 없었다. 이 곡은 1873년 왕이었던 나스르 알딘 샤에 의해 국가이자 왕실 국가로 제정되었고, 공식 석상에서는 반드시 연주되었으며 나스르 알딘 샤와 후임자인 무자파르 앗딘 샤의 유럽 순방길에도 연주되었다.
이 곡은 1909년 무자파르 앗딘 샤가 폐위된 후 국가와 왕실 국가로서의 지위를 상실하였으며, 한동안은 국가와 왕실 국가 모두 없었다. 그 후 5년이 지난 1914년에 《페르시아 숭고국의 경례("سلامتی دولت علیهٔ ایران" / "Salāmati-ye Dowlat-e Elliye-ye Irān" ("Salute of Sublime State of Persia"))》라는 곡이 새로운 공식 국가와 왕실 국가로 지정되었다. 이 곡과 페르시아 숭고국의 경례가 국가였을 당시 이란의 국호는 《페르시아 숭고국("دولت علیّه ایران" / "Dowlat-e Âliyye-ye Irân" ("Sublime State of Persia"))》이었다.